# Protestes a Hong Kong de 2019
Les protestes a Hong Kong de 2019 són una sèrie de concentracions i de manifestacions celebrades a Hong Kong per exigir la retirada del projecte de llei d'extradició a la Xina (Fugitive Offenders and Mutual Legal Assistance in Criminal Matters Legislation (Amendment) Bill) presentat pel govern de Carrie Lam. L'oposició dels manifestants a la llei es deu al fet que temen que el projecte de llei obri la ciutat autònoma a les lleis de la República Popular de la Xina i que els habitants de Hong Kong siguin sotmesos a un sistema legal diferent.

## Desenvolupament
La primera gran manifestació va tenir lloc el diumenge 9 de juny de 2019 i fou convocada pel Front Civil de Drets Humans (CHRF, per les seves sigles en anglès). Segons els organitzadors, es van reunir 1,03 milions de persones i la manifestació va obtenir una àmplia cobertura dels mitjans de comunicació. Aquesta manifestació va estar acompanyada de protestes en altres llocs de l'estranger organitzades per hongkonguesos de l'exterior i per activistes locals. La manifestació va ser la major mobilització de Hong Kong des de la Revolució dels Paraigües de 2014.
El govern va insistir en principi en l'aprovació del projecte de llei, afirmant que era urgent i que havia de reparar la "llacuna legal" existent, però el 15 de juny va rectificar i Carrie Lam va anunciar que endarreria indefinidament el projecte de llei, encara que també va deixar clar que el projecte de llei no es retirava. La resposta es va produir l'endemà, diumenge 16 de juny, quan va tenir lloc als carrers de Hong Kong una segona gran manifestació, amb major participació que en la primera —els organitzadors van estimar que s'havien reunit prop de dos milions de persones—, per la qual cosa si les xifres eren exactes era la major protesta de la història de Hong Kong. Aquesta vegada els manifestants no només demanaven la retirada definitiva del projecte de llei d'extradició sinó també la dimissió de la cap del govern hongkonguès Carrie Lam.
El 17 de juny de 2019, l'endemà de la gran manifestació, sortia de presó el líder estudiantil Joshua Wong després d'haver complert una pena de tres mesos de presó pels fets succeïts en 2014. «Fa cinc anys, quan es va dissoldre el Moviment dels Paraigües, vam dir que tornaríem. I cinc anys després, després de sofrir repressió política i pressions, ho hem fet. Ho hem aconseguit», va declarar Wong després de recuperar la llibertat. Un dia després va anunciar noves mobilitzacions fins que la cap de govern Lam dimiteixi, s'anul·lin els càrrecs contra els activistes detinguts en les protestes del dimecres 12 de juny i es retiri definitivament el projecte de llei d'extradició a la Xina.
El 21 de juny diversos milers de persones van envoltar la seu central de la policia de Hong Kong per exigir la llibertat dels detinguts. El dia 1 de juliol, 22è aniversari de la reversió de la colònia de Hong Kong a la sobirania xinesa, va tenir lloc de nou una gran manifestació de protesta i paral·lelament centenars d'activistes van assaltar el Parlament de Hong Kong —l'incident més violent des que es van iniciar les protestes. En els dies següents la policia va començar a detenir els presumptes implicats. Noves manifestacions van tenir lloc el 7 de juliol i el 21 de juliol. Les protestes van continuar en les setmanes següents, i foren reprimides amb duresa per la policia, que va efectuar nombroses detencions.
El dilluns 5 d'agost hi va tenir lloc la primera vaga general en 50 anys.

## Tàctiques i mètodes
A diferència de les protestes de Hong Kong en 2014, el moviment democràtic de 2019 es va formar de manera generalment descentralitzada i Los Angeles Times ho va descriure com "impecablement organitzat". El CHRF té una llarga història d'organització de moviments socials i va ser l'organitzador de les dues protestes massives del 9 i 16 de juny. Joshua Wong i els grups localistes van demanar als partidaris que participessin en marxes, manifestacions i altres formes d'acció directa. No obstant això, a diferència de les protestes de Hong Kong en 2014, cap d'aquests grups ha reclamat el lideratge sobre aquest moviment. Molts legisladors en favor de la democràcia van estar presents en les protestes, però en gran manera van exercir rols de suport. La logística del moviment - portar subministraments, establir estacions mèdiques, comunicació massiva ràpida - va ser el resultat de l'experiència de protestes anteriors. Aquesta descentralització ha portat a una major fluïdesa, però també ha dificultat que els funcionaris trobin representants per a les negociacions o l'enjudiciament.
L'1 de juliol, després que els manifestants forcessin la seva entrada al Consell Legislatiu, Wong va dir que l'acte tenia la intenció de "mostrar com el Consell Legislatiu mai ha representat la veu del poble". També va dir que no hi hauria hagut manifestacions o protestes si el Consell Legislatiu de Hong Kong hagués estat escollit democràticament. No obstant això, alguns manifestants creien que el lideratge descentralitzat va provocar que les protestes s'intensifiquessin sense una planificació adequada, com ho demostra la tempesta de l'edifici LegCo.
El professor Francis Lee de la Universitat Xinesa de Hong Kong ha anomenat aquest nou tipus de moviment descentralitzat i sense líders, el model de protesta de "codi obert". A través d'un procés de democràcia participativa, els activistes poden votar sobre tàctiques i intercanviar idees sobre els propers moviments en un procés de col·laboració en el qual tots tenen veu. Els grups de xat de Telegram i els fòrums en línia amb mecanismes de votació sovint han permès aquest tipus de coordinació flexible.
Durant les protestes al carrer, els mètodes del bloc negre han millorat l'anonimat i la privadesa, permetent als manifestants "ser aigua" i funcionar de manera més efectiva com a grup. Els participants en les manifestacions es vesteixen cada vegada més de negre i usen cascos i guants. Per resistir la vigilància policial i protegir-se contra les armes químiques com el gas lacrimogen i el gas pebre, les màscares facials i les ulleres també són una vestimenta popular, i algunes fins i tot s'han convertit en màscares antigàs.
Els manifestants també han adoptat diferents rols durant les manifestacions. Els manifestants pacífics van corejar consignes i van passar subministraments, mentre que els de primera línia van apagar gasos lacrimògens i van liderar la càrrega. Els manifestants van utilitzar punters làser per distreure a la policia, van ruixar pintura sobre càmeres de vigilància i van desplegar paraigües per protegir i ocultar les identitats del grup en acció i evitar el reconeixement facial. Quan els manifestants van partir a través del Metro de Hong Kong (MTR), sovint van fer munts de donacions de canvis addicionals de roba per a altres activistes, i també van deixar diners per comprar bitllets d'un sol ús i evitar el seguiment a través de la targeta Octopus. A mesura que les protestes van continuar augmentant i la policia va començar a usar eines de control de disturbis més avançades, els activistes van millorar els seus engranatges improvisats d'usar taules de surf com a escuts per usar rètols de metall, barres de ferro, maons i ous com a armes. La revolució ucraïnesa de 2014 s'ha pres com a referència i inspiració per als manifestants de Hong Kong.
Alguns activistes per la democràcia han adoptat la desobediència civil i tàctiques d'acció directa. Els exemples inclouen la interrupció de les operacions del govern, l'ocupació d'àrees properes a la Torre d'Ingressos i la caserna general de la policia en Wan Chai. A mitjan juny, els manifestants van interrompre els serveis de MTR en bloquejar les portes dels trens i pressionar els botons de parada d'emergència en diverses estacions de trens, la qual cosa va retardar els serveis. La interrupció dels serveis de MTR va continuar després de la violència de Yuen Long el 21 de juliol, amb manifestants obstruint els serveis de trens en algunes estacions, i sol·licitant que la corporació MTR es faci responsable de la mala gestió. L'obstrucció dels serveis de MTR va rebre respostes mixtes d'altres viatgers.
El 30 de juliol, el moviment de no-cooperació va tornar a apuntar al servei MTR durant les hores punta del matí. Durant aproximadament tres hores, els activistes van interrompre la línia Kwun Tong en una estació d'intercanvi. A causa d'interrupcions del servei, MTR va proporcionar transport gratuït amb autobús als passatgers afectats. Un tren en l'estació de North Point a l'illa de Hong Kong també va ser blanc dels manifestants. El personal ferroviari havia amenaçat amb fer vaga el 30 de juliol, però els sindicats ferroviaris no van recolzar oficialment la participació en accions de vaga.
Durant la vaga general del 5 d'agost, els manifestants van bloquejar les portes del tren en diverses estacions de MTR. Com a resultat, una gran part de la xarxa MTR va quedar paralitzada. El moviment de no-cooperació es va centrar els períodes d'hora punta, impedint així que les persones viatgessin al treball o tornessin a les seves llars. Els activistes involucrats van dir que el seu objectiu era evitar que els passatgers arribessin al treball en districtes comercials crucials com a Central, Tsim Sha Tsui i Mong Kok. Durant la vaga, una dona embarassada es va sentir malament i va sol·licitar ajuda dels paramèdics mentre esperava en l'estació de tren.
El mateix dia, el moviment també va colpejar les carreteres, on els manifestants van usar els seus vehicles per interrompre el trànsit, amb detencions en els carrils i conducció lenta en les rotondes. Alguns manifestants van utilitzar diversos instruments, com baranes laterals, cons de tràfic, barricades i contenidors d'escombraries per bloquejar les carreteres que impedien el pas de diversos vehicles. Aquesta pràctica és molt comuna, i també ha ocorregut en el túnel Cross Harbor diverses vegades, evitant que el flux de trànsit viatgés a través d'un dels passatges més concorreguts de Hong Kong. Els informes van mostrar que l'Aeroport Internacional de Hong Kong es va veure afectat per accions de vaga, la qual cosa va resultar en una gran quantitat de cancel·lacions de vols i retards. Les fotos mostren molts viatgers esperant a l'esplanada.